# سالي هامبتون
سالي هامبتون (بالإنجليزية: Sally Hampton)‏ هي كاتبة سيناريو ومنتجة أفلام أمريكية، ولدت في 29 يوليو 1958.

## وصلات خارجية
- سالي هامبتون على موقع IMDb (الإنجليزية)
- سالي هامبتون على موقع قاعدة بيانات الفيلم (الإنجليزية)